# 泥河 (呼兰河)
泥河，旧称濠河，位于中华人民共和国黑龙江省中部的一条河流，是呼兰河左岸支流，是哈尔滨市与绥化市之间的界河。发源于哈尔滨巴彦县东北与绥化庆安县交界处的宫家坟，西北流过庆安县民乐镇民富村彭家油房后转西南流，流经绥化市北林区、兰西县与哈尔滨巴彦县、呼兰区交界地带，于兰西县兰河乡长红村律家店屯西南汇入呼兰河。河流全长240千米，流域面积2100平方千米，河道平均比降0.83‰，年均径流量1.1亿立方米。泥河上游河道狭窄，两岸森林茂密；中、下游两岸为河谷平原，农业发达，兰西县有“中国亚麻之乡”美誉。下游干流建有泥河水库，是泥河灌区的灌溉水源。